# Eriopyga evanida
Eriopyga evanida är en fjärilsart som beskrevs av William Schaus 1911. Eriopyga evanida ingår i släktet Eriopyga och familjen nattflyn. Inga underarter finns listade i Catalogue of Life.